# Antankarana (volk)
De Antankarana (letterlijk: 'mensen van de rotsen'), ook wel Tankarana of Antakarana genoemd, zijn een etnische groep in Madagaskar.

## Verspreiding en etniciteit

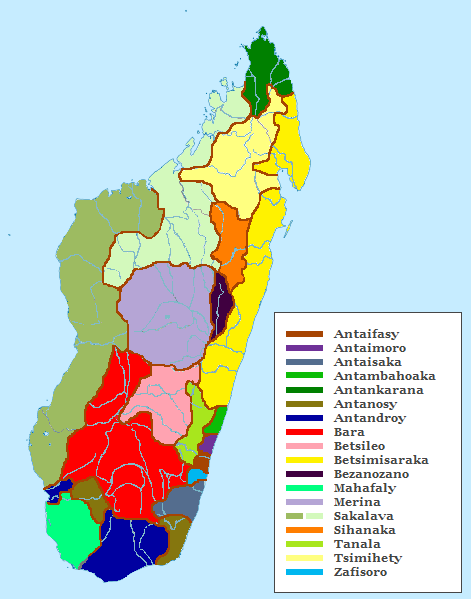
verspreiding van de etnische groepen van Madagaskar

De Antankarana leven voornamelijk in Diana, de noordelijkste regio van Madagaskar. Hun gebied wordt in het zuiden gescheiden door de tsingy, kalkstenen rotsformaties die de bijnaam 'de muur van Ankarana' hebben gekregen. Door deze geografische grens leven de Antankarana geïsoleerd ten opzichte van overige volkeren van Madagaskar.
Etnologen beschouwen de Antankarana als een subgroep van de Sakalava, maar rekenen onder andere ook Arabieren en Betsimisaraka tot hun voorouders.

## Geschiedenis
Ondanks hun isolatie werd het gebied van de Antankarana regelmatig ingenomen. In de 18e eeuw werden ze overheerst door de Sakalava, in het midden van de 19e eeuw door de Merina en in 1886 door Frankrijk.

## Maatschappij
De huizen van de Antankarana worden gewoonlijk op hoge palen gebouwd. De meeste Antankarana zijn vissers en veehoeders. Sommigen verbouwen rijst, maïs en cassave. Hun eten kruiden ze met zout dat ze zelf uit de zee winnen.

## Religie en cultuur
Tijdens de invallen van de Merina in de 19e eeuw vluchtten enkele Antankarana in de rotsen van de tsingy en verbleven daar ruim een jaar. Toen ze werden ontdekt bad de Antankarana-koning Tsimiaro I tot Allah en zwoer dat wanneer het leven van zijn mensen zou worden gespaard, de Antankarana zich zouden bekeren tot de Islam. De Merina richtten geen slachting aan en Tsimiaro I zag dit als een verhoring van zijn gebed, met als gevolg dat de islam een groot aantal gelovigen heeft onder de Antankarana.
Het overgrote deel van de Antankarana zijn echter animisten. Zo geloven ze bijvoorbeeld dat bij het overlijden van een persoon zijn geest in bepaalde dieren overgaat. Krokodillen zouden gereïncarneerde stamhoofden zijn en mogen dus niet gedood worden. Bij één clan, de Zafindravoay, worden krokodillen op dezelfde manier begraven als stamgenoten. Net als de Antandroy gaat het bij begrafenissen van de Antankarana er vrolijk aan toe. Een onderdeel van de begrafenis is het in de zee rennen met de doodskist.

### Tsangatsaine
Een typische ceremonie van de Antankarana is de tsangatsaine, waarbij twee grote bomen die naast elkaar groeien in de buurt van een bepaalde familie aan elkaar gebonden worden. Dit gebruik symboliseert de eenheid van de stam.

### Fady
Het leven van de Antankarana wordt, net als bij de meeste Malagassiërs, beheerst door fady: een uit bijgeloof ontsproten verbod op bepaalde handelingen. Zo mag een Antankarana-meisje niet de kleren van haar broer wassen en mag alleen de vader van een gezin de poten van gevogelte eten.